# 南浦站 (上海市)
南浦站位于中华人民共和国上海市徐汇区龍華地區兆丰路200號，是一座已被拆除的綜合一等站，車站同時負責管理松江火車站等客運站及部分貨運站。

## 历史

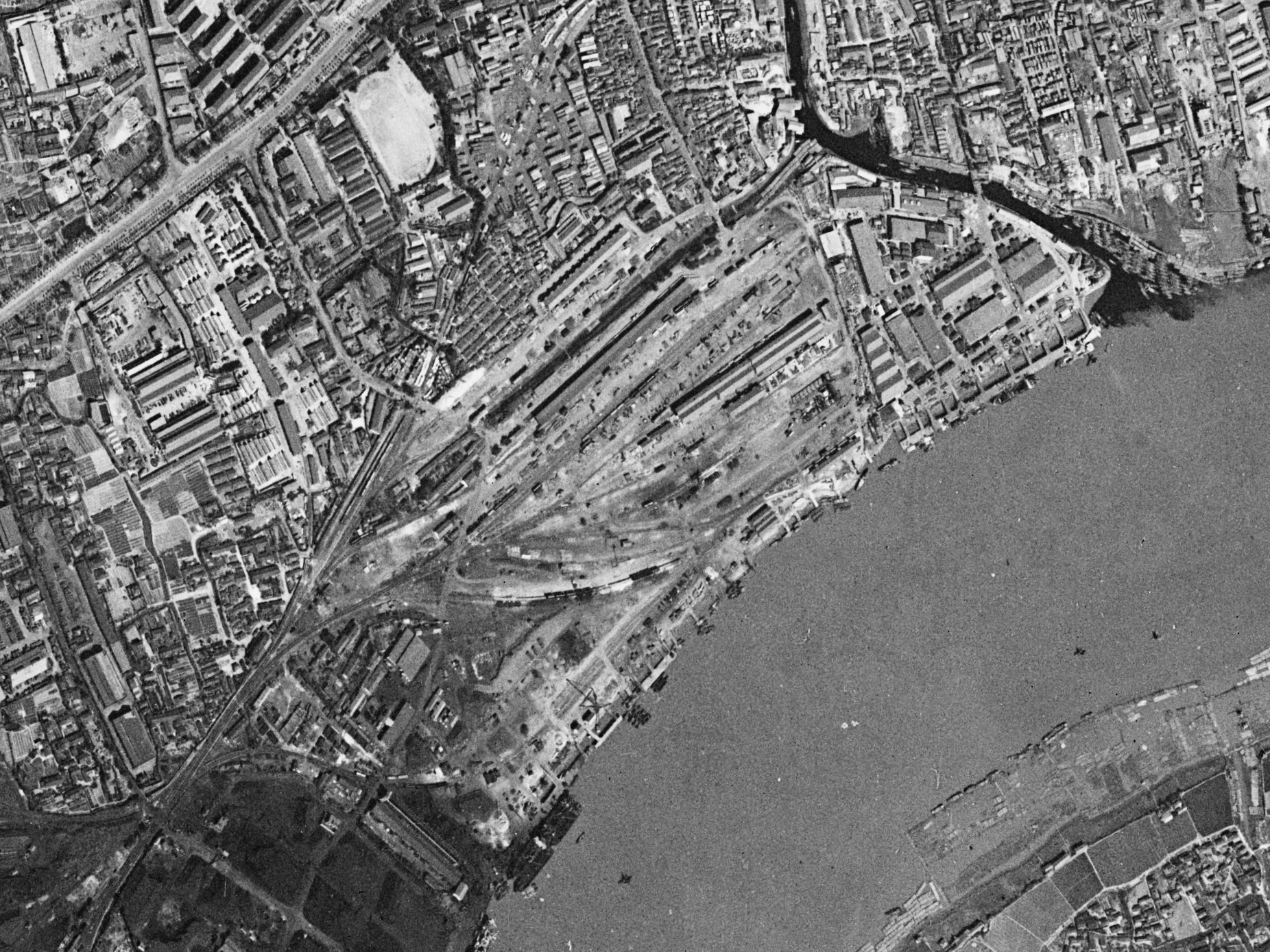
上海南站货场卫星地图（1966年）

南浦火車站始建于清光緒三十三年（1907年），當時稱爲日暉港貨棧。日晖港货栈是当时上海地区唯一自备专用码头的铁路车站，因此主要負責黃浦江上貨物的裝卸，并和上海南站分別負擔著滬杭鐵路的貨運和客運業務。1908年4月20日，滬杭鐵路首列上海南站至松江站的客车开行，上海南站和日晖港站正式同時開通运营。民國26年，八一三事變爆發，上海南站被炸毀，日暉港貨棧接收貨運業務和小部分客運業務，改稱日暉港站。1958年更名為上海南站，1978年起因上海火車站（新客站）的建設，上海南站又接收了原上海東站的水陸聯運等貨運業務。 1983年，上海南站的浦江码头进行了大规模改建，令码头能够停泊排水量达2000吨级的货轮。
2000年1月，隨著新上海南站啟用，原上海南站更名為南浦站。:228
2005年5月16日，原松江车务段及金闵支线铁路车站划入南浦直属站管辖。
由於南浦站站址位于2010年上海世界博覽會規劃展區範圍内，因此車站已經在2009年6月28日关闭，其货场设备及直属站建制迁至闵行站。